# Vlag van Luttelgeest

Vlag van Luttelgeest

De vlag van Luttelgeest is de dorpsvlag van het Nederlandse dorp Luttelgeest.
De vlag toont twee horizontale banen van blauw en groen. De blauwe kleur verwijst naar de lucht. Groen staat voor de landbouw. In het midden van de vlag is een gele cirkel met de contouren van een torenspits. De cirkel is een symbolische weergave van zowel de zon als het dorp zelf.
De torenspits is gebaseerd op de Sint Jozefkerk in het dorp. Hieronder is de naam van het dorp op in zwarte letters "LUTTEL" (horizontaal) en "GEEST" (verticaal) geplaatst. Onderin de gele cirkel staan drie bloemen, die een belangrijke (economische) rol spelen voor het dorp. Zo staat het dorp bijvoorbeeld bekend om de Orchideeënhoeve. Dit is zowel een dierentuin als tropische kas met vele soorten bloemen.
Bant
· Biddinghuizen
· Creil
· Ens
· Espel
· Luttelgeest
· Marknesse
· Nagele
· Rutten
· Tollebeek